# Hypogastrura punctata
Hypogastrura punctata är en urinsektsart som först beskrevs av William Higgins Coleman 1941.  Hypogastrura punctata ingår i släktet Hypogastrura och familjen Hypogastruridae. Inga underarter finns listade i Catalogue of Life.